# Jan Erasmus Quellinus

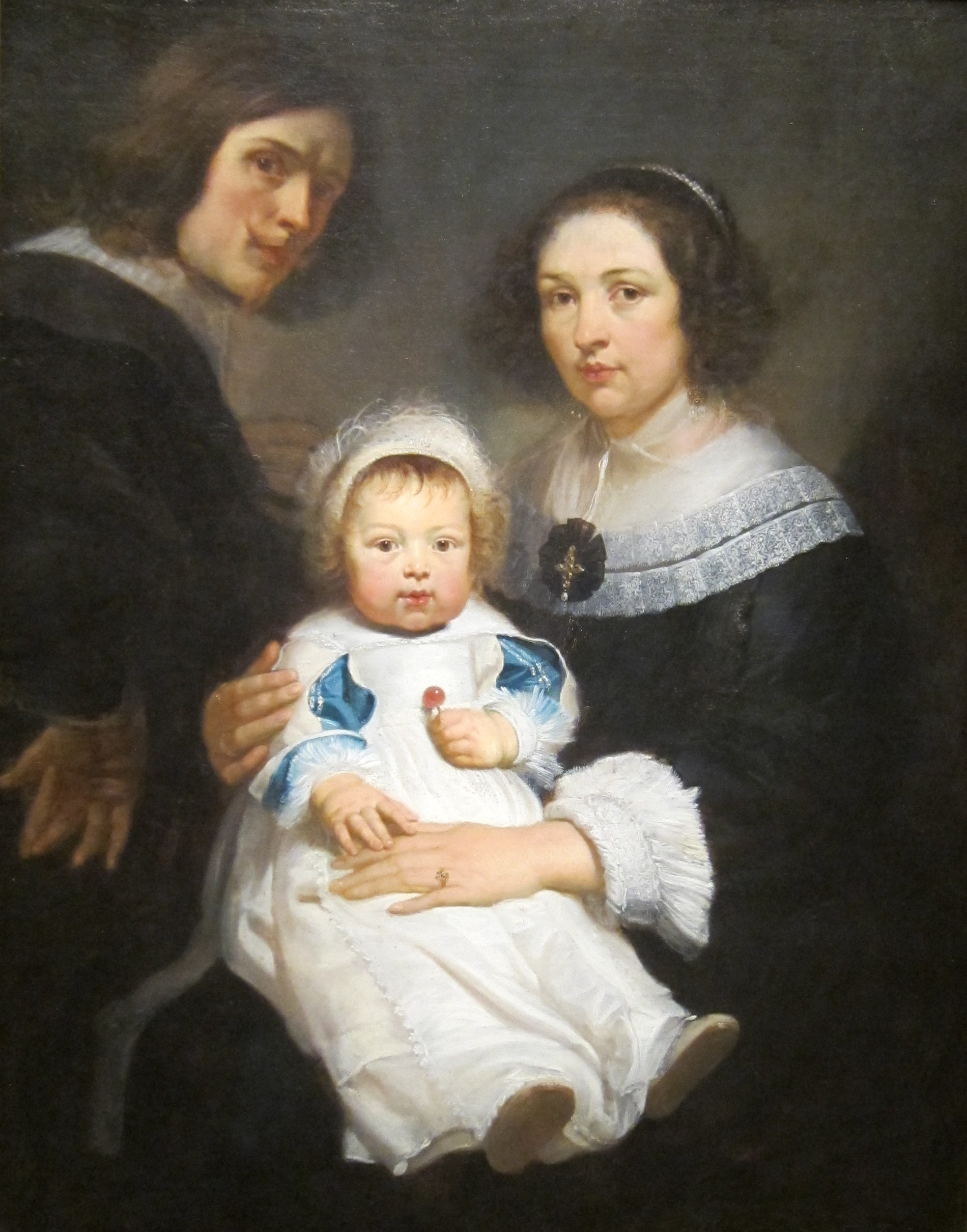
Selbstporträt des Erasmus Quellinus II. mit Frau Catherina de Hemelaer und Sohn Jan Erasmus Quellinus

Jan Erasmus Quellinus, auch Jean-Erasme Quellinus, Jan Erasmus Quellin und Jan Erasmus Quellyn (getauft am 1. Dezember 1634 in Antwerpen; † 11. März 1715 in Mechelen) war ein flämischer Historien- und Porträtmaler und Mitglied der Antwerpener Künstlerfamilie Quellinus.

## Leben
Quellinus war der Sohn des Erasmus Quellinus II. und dessen Frau Catherina (geborene de Hemelaer, † 1662). Er war ein Schüler seines Vaters und führte dessen Stilistik in seinem Werk fort: er adaptierte den klassizistisch grundierten Stil, den sein Vater sich in der Zusammenarbeit mit seinem Bruder Artus Quellinus I. seit dessen Rückkehr aus Rom angeeignet hatte. Dieser war dort Mitarbeiter von François Duquesnoy, der als sehr erfolgreicher Flame in Rom einen klassizistisch gemäßigten Barock vertrat. Aufbauend auf diese Ausbildung verbrachte Quellinus die Jahre 1657–1659 in Rom, dort trat er traditionellen Riten folgend der Schildersbent bei, eine Gruppe, die sich in Rom aus nordeuropäischen Künstlern bildete: er nahm, ebenfalls eine Tradition, einen Spitznamen – „Cederboom“ – an.
Anschließend verweilte er ungefähr von 1660 bis 1661 in Venedig. Dort machte er Bekanntschaft mit der venezianischen Barockmalerei, deren Eigenarten deutlich von denen des römischen Barock zu unterscheiden sind. Es ist nicht unwahrscheinlich, dass er im Atelier von Johann Carl Loth beschäftigt war, denn der geborene Deutsche war eine der wichtigsten Anlaufstellen für nordeuropäische Künstler in Venedig. Er führte zudem eine ausgesprochen große Werkstatt. Diese verließen zahllose Werke, an denen oftmals ausschließlich die Schüler und Mitarbeiter arbeiteten: Carl Loth warf dann nur einen kontrollierten Blick darauf oder korrigierte mit wenigen Pinselstrichen.
Nach seiner Rückkehr prägten insbesondere die venezianischen Einflüsse die Kunst des Jan Erasmus Quellinus: so zum Beispiel die gebeugt parallel zu der Bildfläche agierenden bärtigen Männer im Vordergrund, die sehr häufig und zudem prononciert die Komposition bereichern. Diese finden sich bei ihm immer wieder: Jan Erasmus Quellinus greift hier ein Merkmal der venezianischen Schule auf, das eine besonders beherrschende Ausprägung im Gesamtwerk Johann Carl Loths und seiner Schule fand. Aber auch die klassisch inspirierten Architekturszenerien des Paolo Veronese, zusammenklingend mit einem farbenreichen Kolorit, reicher Kostümierung und der bühnenartig angeordneten Szenerie, die die Raumtiefe im Bild eher in statischen parallelen Schichtungen als in dynamischen Diagonalen abbildete, sind ein vorherrschendes Merkmal seiner Kunst geworden. 1662 heiratete er Cornelia Teniers, eine Tochter des Malers David Teniers des Jüngeren. Am 13. November 1675 wurde das 8. Kind des Paares in Antwerpen getauft.
Unmittelbar nach seiner Rückkehr nach Antwerpen wurde er Mitglied der dortigen Sankt-Lukas-Gilde, und um 1674 fertigte er für das Refektorium der Abtei Sankt Michael, Antwerpen, einen Zyklus an, der repräsentativ für die stilistische Entwicklung dieses Künstlers steht. Um 1680 ist Quellinus in Wien und arbeitet als Hofmaler für Kaiser Leopold I. Neben anderen Arbeiten erstellte er 15 Deckengemälde, die das Leben Karl V. zum Thema haben.
Im Jahre 1712 zog Quellinus nach Mechelen zu einer seiner Töchter und verstarb dort 1715.

## Werk
Das Œuvre des Jan Erasmus Quellinus ist relativ unerschlossen, sein Werk wird in der Fachliteratur meist nur am Rande erwähnt. Zudem ist seine Malerei der seines Vaters sehr ähnlich, so dass eine Unterscheidung der Hände schon immer als schwierig galt, beide arbeiteten zum Beispiel 1666–1668 zusammen für die Augustiner in Antwerpen. Beispielhaft sei „Die heilige Familie“ im Schloss Wörlitz bei Dessau genannt, die vor 1935 noch als ein Werk Erasmus Quellinus II geführt wurde, heute aber als ein Werk seines Sohnes gilt. Die Namensähnlichkeit führt ebenfalls zu Verwechslungen oder Gleichsetzungen, dieses auch in öffentlichen Sammlungen.

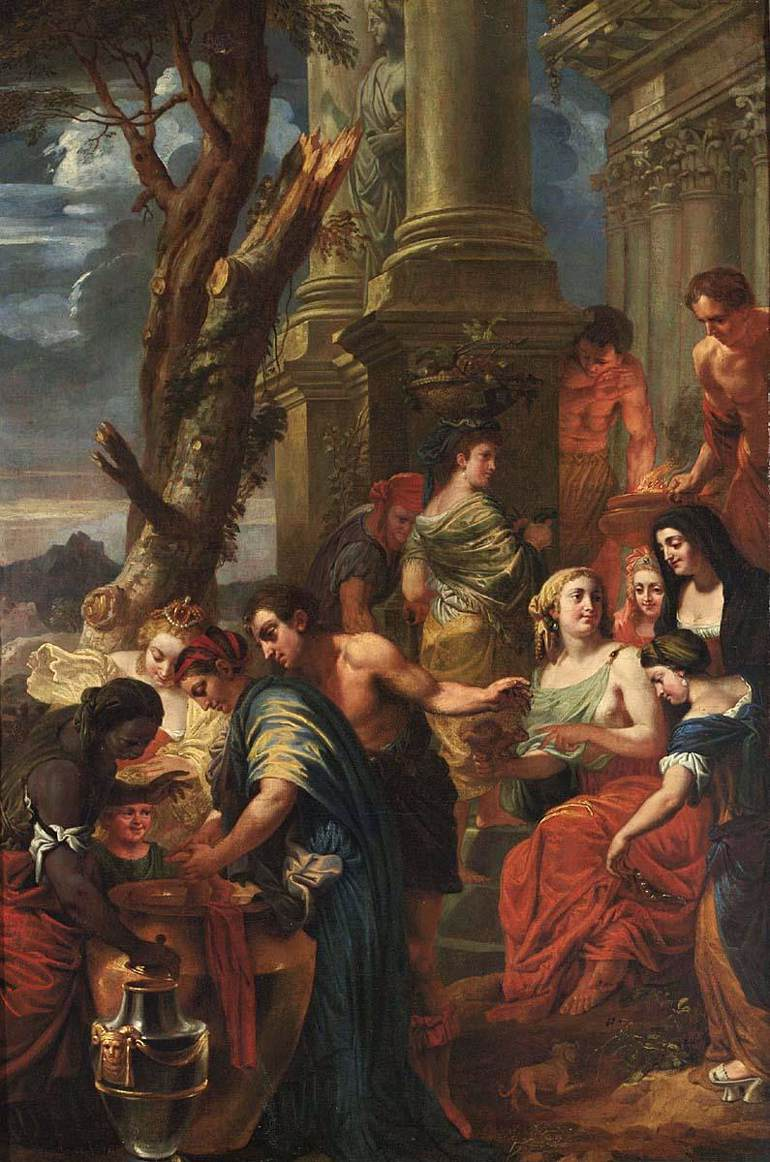
Thetis taucht Achilles in eine Vase mit Wasser des Styx, 1668
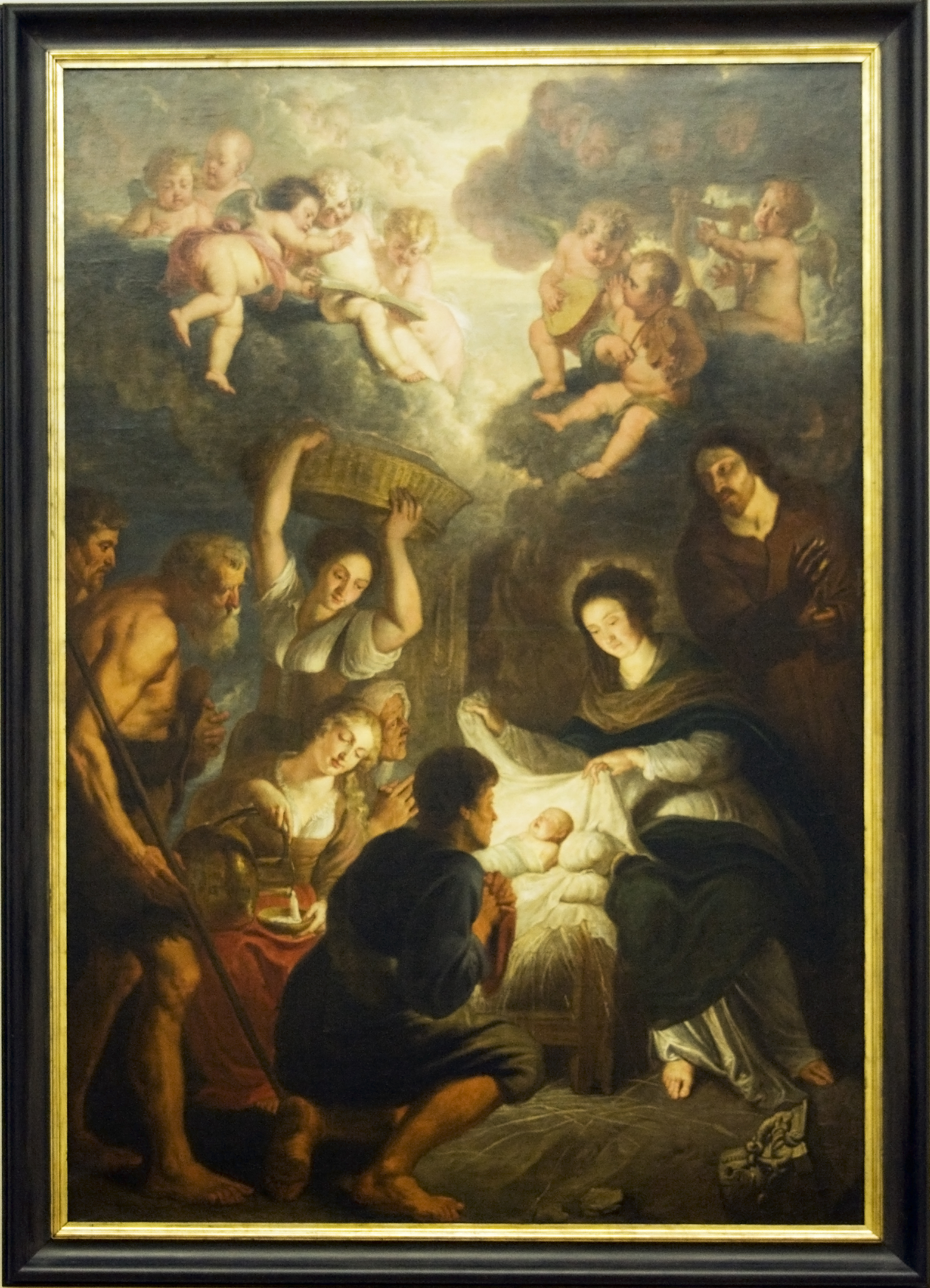
Die Anbetung der Hirten, undatiert
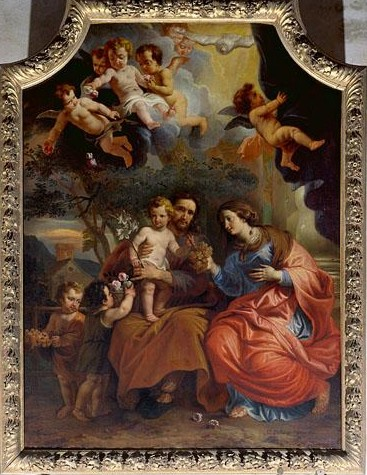
Die heilige Familie auf der Rast, 1672
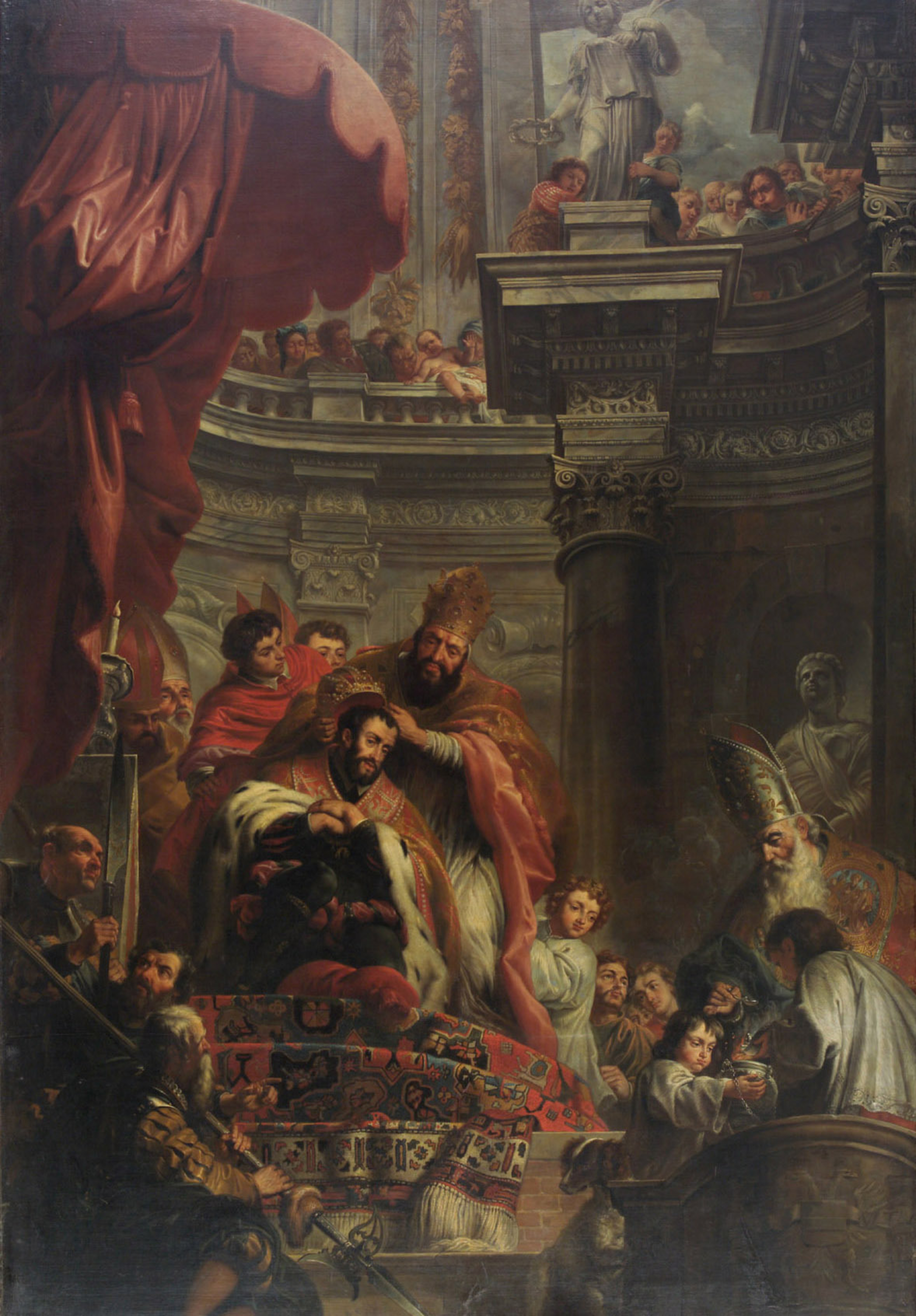
Krönung Karl V., Jan Erasmus Quellinus, um 1681
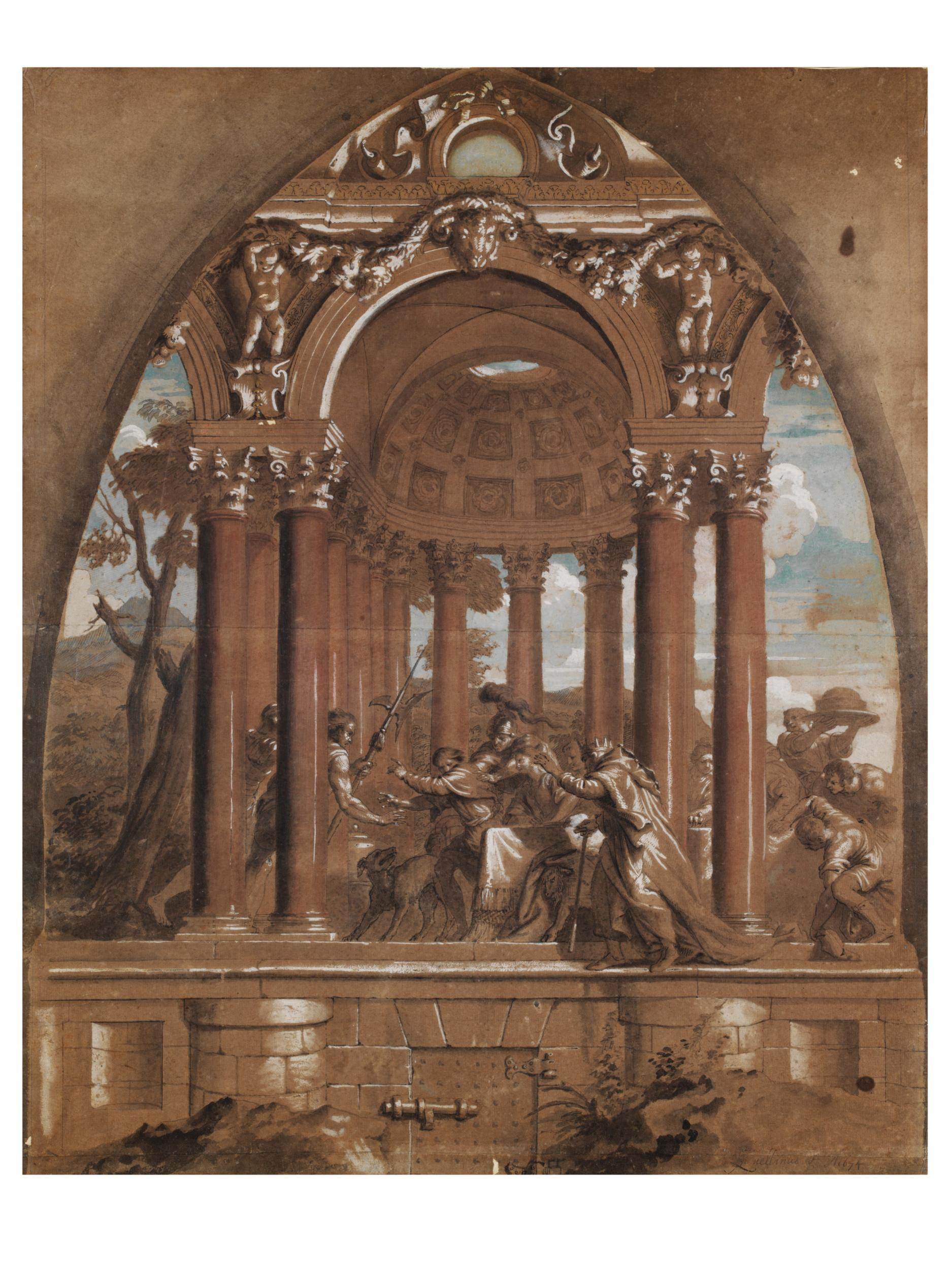
Das Gleichnis vom Hochzeitsmahl, Entwurf für den Zyklus der Abtei Sankt Michael in Antwerpen, 1674

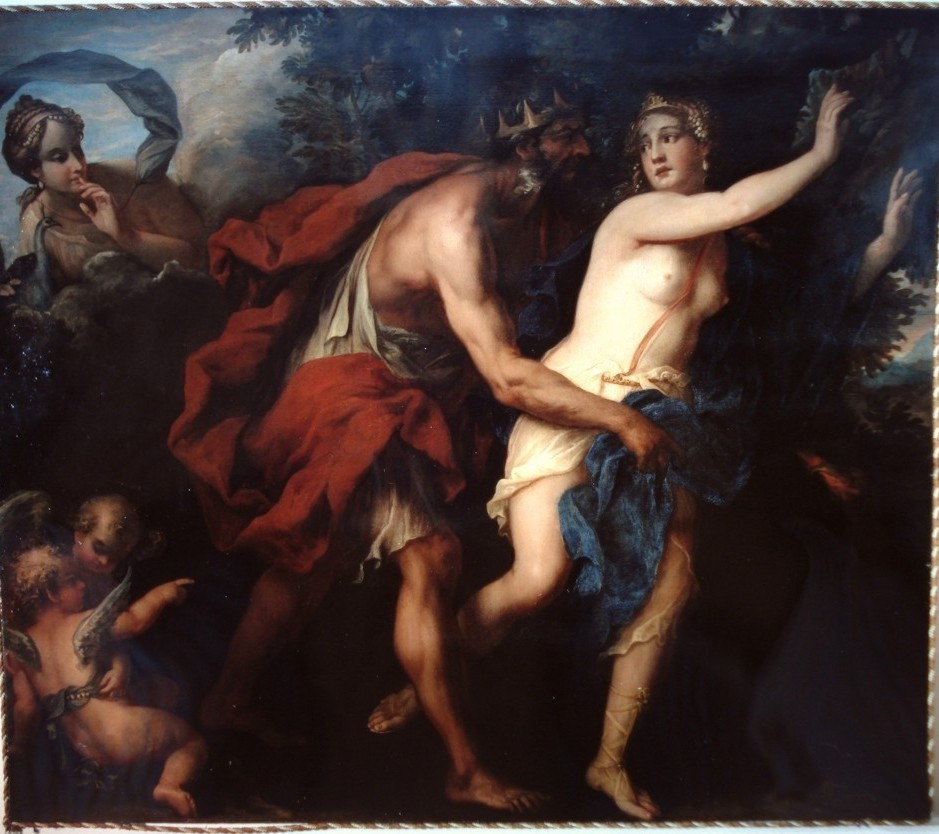
Jupiter, Semele and Juno. Flämisch, drittes Viertel des 17. Jahrhunderts (Erasmus Quellinus II oder Jan Erasmus Quellinus)
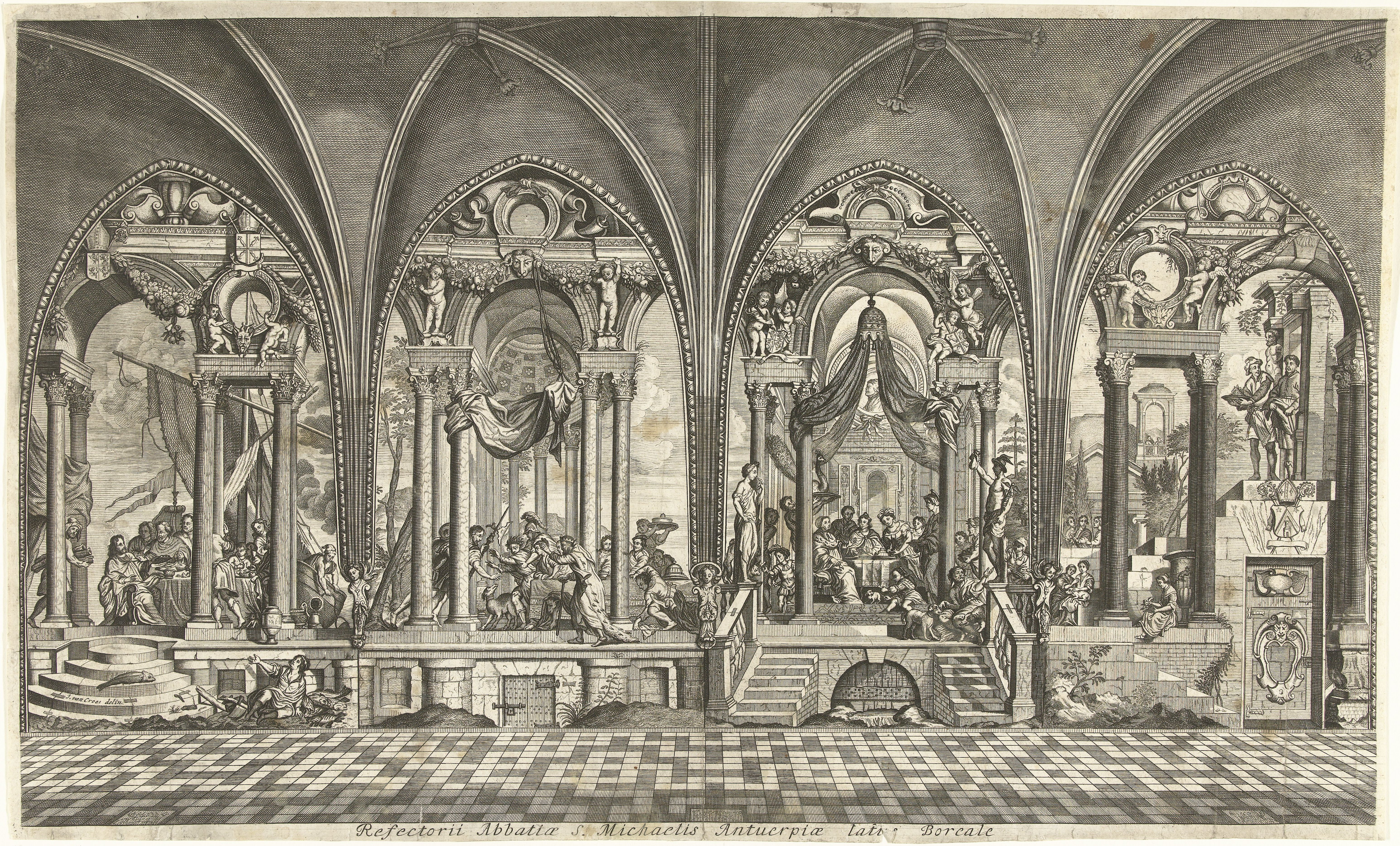
Zyklus im Refektorium der Abtei Sankt Michael, Antwerpen (1830 zerstört)
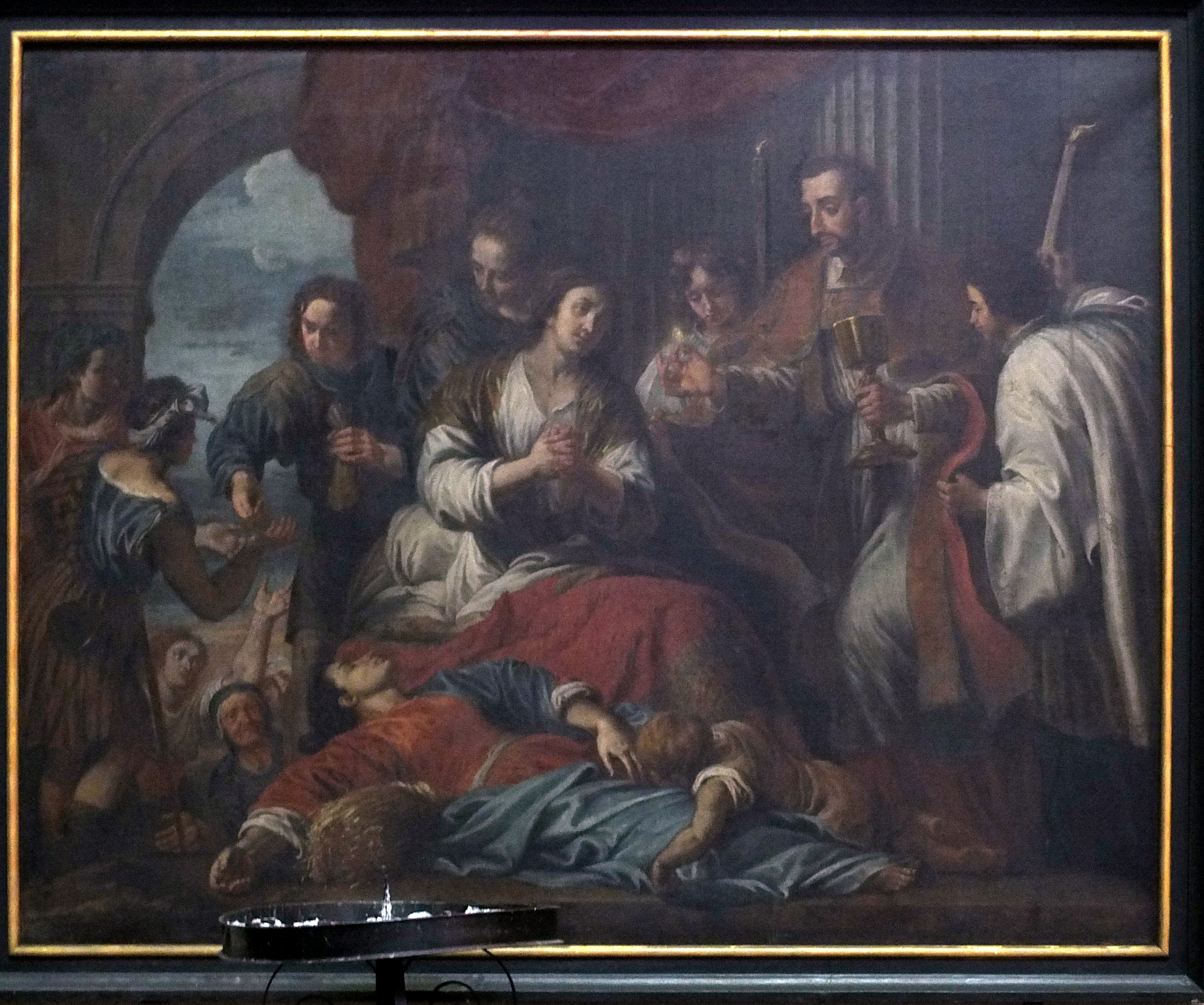
Carolus Borromeus, 1694, Begijnhof-Kirche, Mechelen

Auch ein im Jahre 2012 auf den Kunstmarkt gelangtes unsigniertes Gemälde dokumentiert diese Problematik: Zeus, Semele und Hera wurde 2012 als ein Werk von Erasmus Quellinus II eingeführt, könnte aus stilistischen Gründen aber auch durchaus als ein Werk seines Sohnes Jan Erasmus Quellinus gelten.
Der Zyklus zu Karl V., um 1680 für die Wiener Hofburg in Auftrag gegeben von Leopold I. und einer der repräsentativsten und wichtigsten Aufträge für Jan Erasmus Quellinus überhaupt, nimmt auch in der Baugeschichte der Wiener Hofburg eine bedeutende Stellung ein. Mit diesem Zyklus sollte an prominenter Stelle auf die Bedeutung und die berechtigten dynastischen Ansprüche des Hauses Habsburg verwiesen werden. Durch die historischen Umstände, den Wandel des Kunstgeschmacks und die Umnutzung der entsprechenden Räumlichkeiten ist dieser Zyklus nur wenige Jahrzehnte nach der Entstehung demontiert und vergessen worden. Drei Gemälde des Zyklus aber sind noch im Kunsthistorischen Museum Wien erhalten und stehen für ein zentrales Ausstattungselement der Wiener Hofburg im letzten Viertel des 17. Jahrhunderts: deren Ausstattung brachte Kaiser Leopold I. in den Jahren seiner Regentschaft auf ein künstlerisches Niveau, das mit den Ansprüchen weiterer bedeutender Dynastien in Europa, insbesondere denen der Bourbonen unter Ludwig XIV. von Frankreich, konkurrieren sollte.

## Einordnung
Quellinus war trotz der stilistischen Entwicklung durch den prägenden Italienaufenthalt sehr dem Werk und der Ästhetik des Vaters verpflichtet: dieser genoss als herausragender Rubens-Schüler zu seiner Zeit die Anerkennung als Pictor doctus, der, künstlerisch und intellektuell auf der Höhe der Zeit, die aktuelle Tendenz der flämischen Malerei hin zum Klassizismus vertrat. Jan Erasmus Quellinus jedoch pflegte diese nun schon tradierte Stilistik weiterhin und konnte sich in dem verändernden Kunstmarkt nicht neu positionieren: das farbige, aber auch etwas schwerblütige Kolorit und die zuweilen statuarisch-trockenen Kompositionen inmitten der klassisch inspirierten Architektur wirkten gegen die prachtvoll bewegte Monumentalität des Gerard de Lairesse, ebenfalls ein Flame, ein wenig anachronistisch. Auch gegen die arkadischen Visionen eines Antoine Watteau oder auch die zwar klassisch grundierte, jedoch nun elegant-verspielte und erotisch konnotierte, europaweit erfolgreiche französische Historienmalerei eines Nicolas Colombel konnte seine Kunst nicht wirklich bestehen. Und die venezianische Malerei, die sich wie Quellinus ja auf das große Vorbild Paolo Veronese berief, konnte mit Sebastiano Ricci oder später natürlich Giambattista Tiepolo eine lichtere, bewegtere und dem Zeitgeist eher entsprechende neue Ästhetik entwickeln.
Das Schicksal des Wiener Zyklus zu Karl V. kann als exemplarisch gelten für die schwindende Bedeutung der Kunst Jan Erasmus Quellinus. In Belgiens Kirchen und Museen jedoch und auch europaweit in Museen ist das Œuvre des Jan Erasmus Quellinus immer noch präsent. Sind auch einige seiner Werke durch die intensive Mitarbeit seiner Lehrlinge und Werkstattmitarbeiter von nicht vollendeter künstlerischer Qualität, so gibt es jedoch auch viele qualitativ hochwertige Gemälde von seiner Hand.